# ادموند هلاوکا
ادموند هلاوکا (انگلیسی: Edmund Hlawka; ۵ نوامبر ۱۹۱۶ – ۱۹ فوریهٔ ۲۰۰۹) دانشمند در زمینه نظریه اعداد اهل اتریش بود.
وی همچنین برندهٔ جوایزی همچون جایزه اروین شرودینگر شده‌است.